# Ligne S2 du RER bruxellois
Pour les articles homonymes, voir S2.
La ligne S2 du RER bruxellois, plus simplement nommée S2, est une ligne de train de l'offre ferroviaire suburbaine à Bruxelles, étape du projet Réseau express régional bruxellois, elle traverse Bruxelles sur un axe Sud-Nord : Braine-le-Comte - Bruxelles - Louvain.
Elle emprunte les infrastructures de la ligne 96 (Bruxelles - Quévy), de la ligne 0 Bruxelles-Midi - Bruxelles-Nord et de la ligne 36 (Bruxelles - Liège).

## Histoire
La ligne S2 fait partie de l'offre ferroviaire S de Bruxelles lancée le 13 décembre 2015,.
Elle permet la desserte conjointe des lignes 96 et 36 sans nécessiter de correspondance à Bruxelles.
Elle est actuellement exploitée au rythme de deux trains par heure dans chaque sens sans train supplémentaire aux heures de pointe.

## Liste des gares

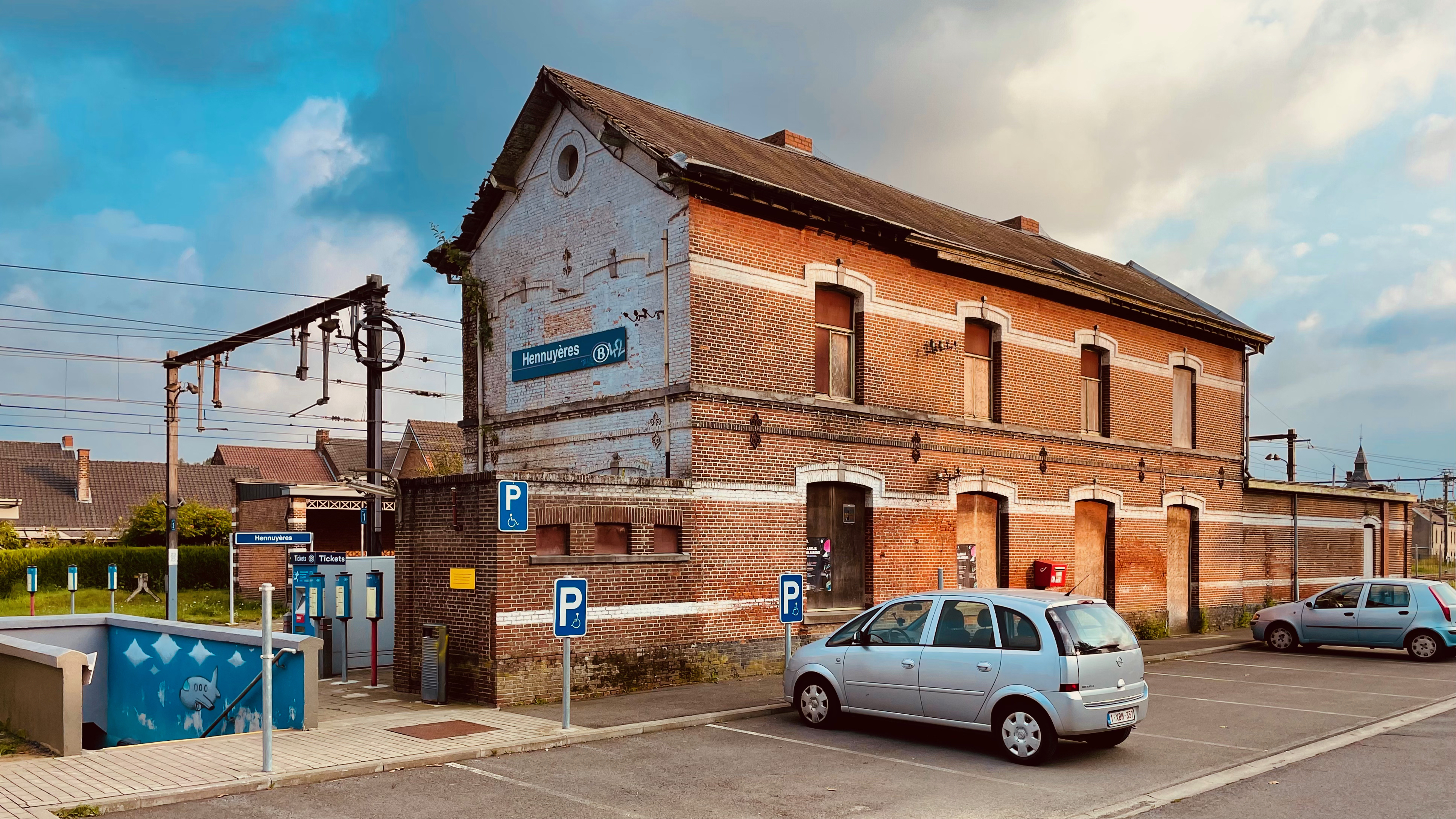
Hennuyères.

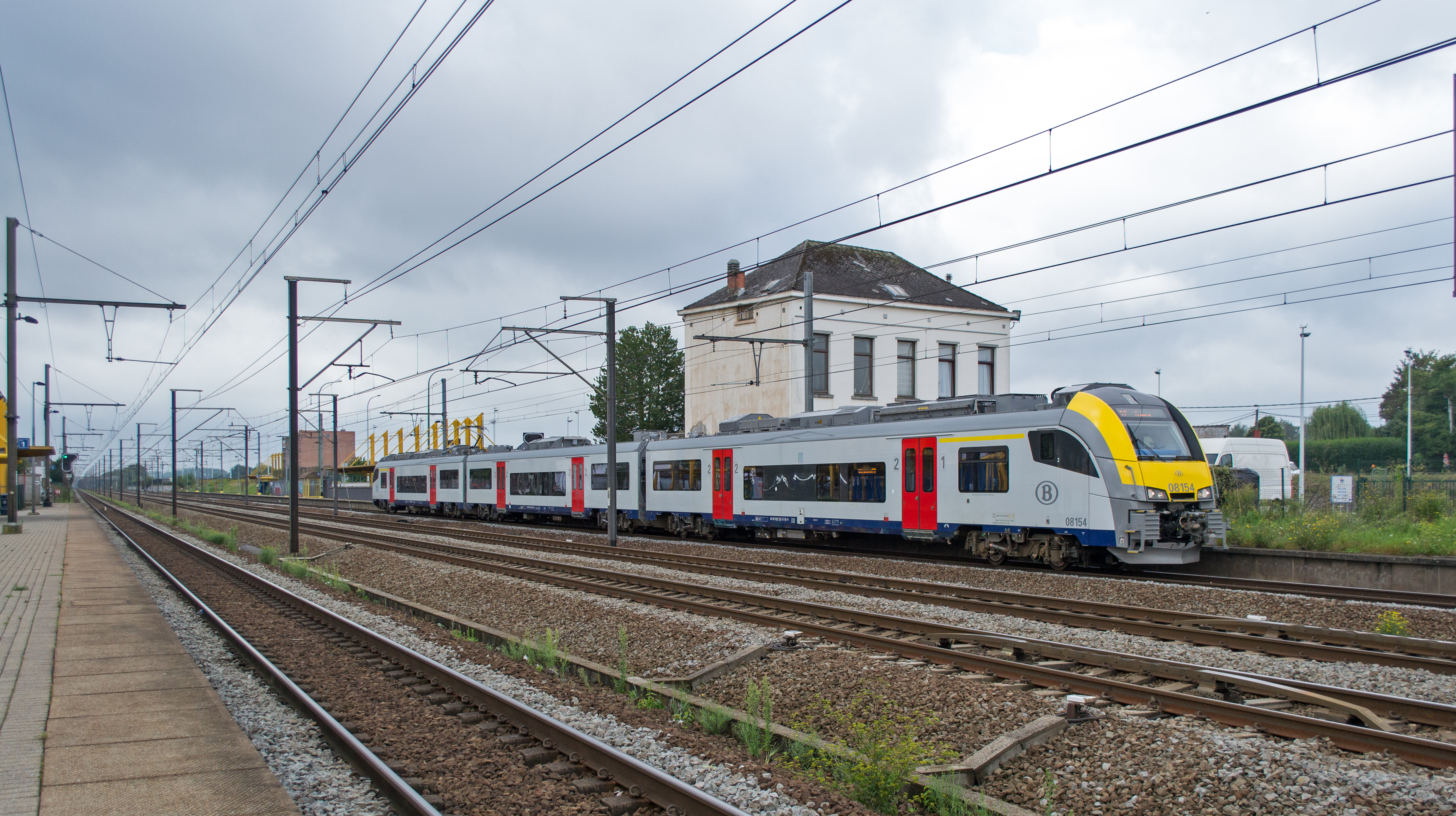
L'automotrice Desiro 08154 en gare de Ruisbroek.

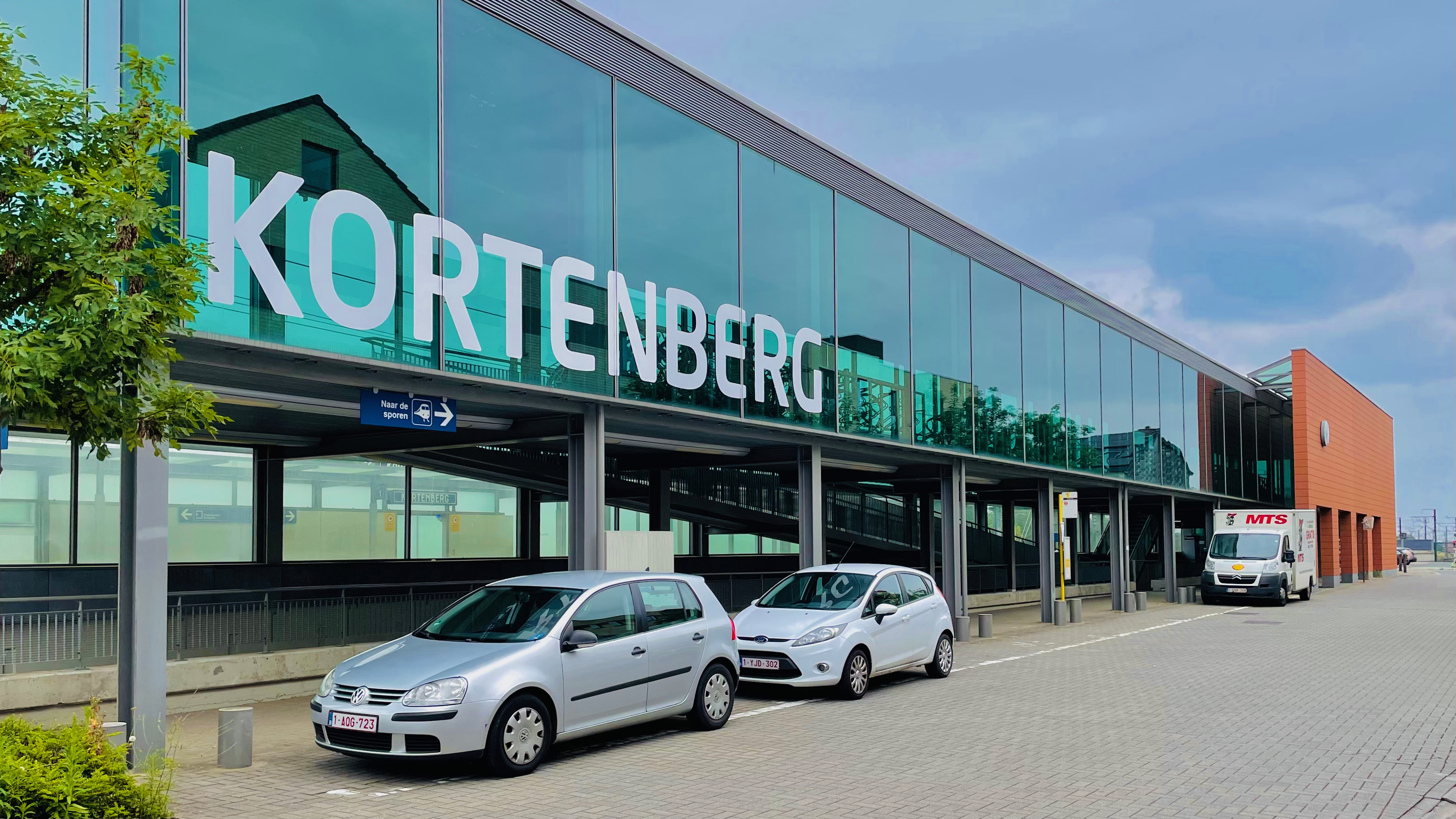
Cortenbergh.

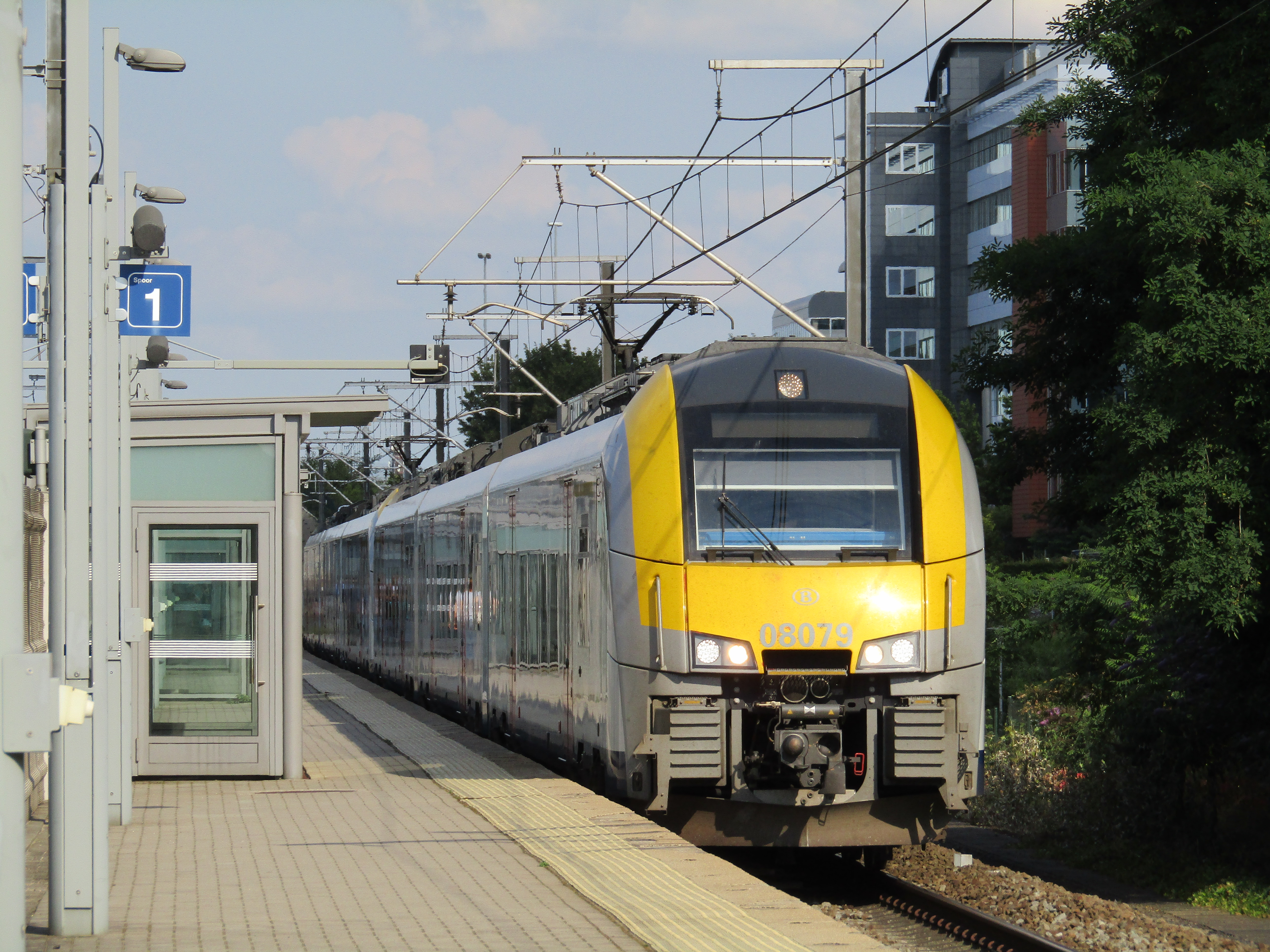
Un train de la ligne S2 en gare de Diegem.

La desserte de la ligne S2 comporte les gares suivantes :
- Braine-le-Comte
- Hennuyères
- Tubize
- Lembeek
- Hal
- Buizingen
- Lot
- Ruisbroek
- Forest-Midi
- Bruxelles-Midi
- Bruxelles-Central
- Bruxelles-Nord
- Schaerbeek
- Haren-Sud
- Diegem
- Zaventem
- Nossegem
- Kortenberg
- Erps-Kwerps
- Veltem
- Herent
- Louvain

## Exploitation
Tous les trains de la ligne S2 sont composés d’automotrices Siemens Desiro ML série AM 08 de la SNCB. La plupart des trains sont composés de deux automotrices (soit six voitures) ou trois automotrices (neuf voitures), plus rarement une seule (trois voitures).
La quasi-totalité du parcours (de Hal à Louvain) est établi sur des lignes à quatre voies (ou plus) ce qui permet de séparer le trafic de ces trains de celui des trains rapides ou à grande vitesse qui sont nombreux sur ces lignes.